# Tráiler (EP)
Tráiler è l'EP di debutto della cantautrice spagnola Aitana, pubblicato il 30 novembre 2018 da Universal Music Spain.
L'EP contiene 5 canzoni originali, tra cui i singoli Teléfono e Vas a quedarte, più un remix di Teléfono, insieme a Lele Pons.

## Sfondo
Nel febbraio 2018, Aitana è stata proclamata seconda classificata nella nona edizione del talent show Operación Triunfo. Dopo aver terminato il concorso, la cantante firmò un contratto discografico con la Universal Music Spain, iniziando a lavorare su cosa sarebbe stato il suo primo album. Nel mese di aprile, venne riferito che la cantante aveva viaggiato nella città di Los Angeles per dare forma al suo primo progetto musicale. Il 17 luglio, il cantante ha annunciato il nome e la data di uscita del primo singolo dell'EP, Teléfono, pubblicato il 27 luglio.
Il 25 ottobre, durante il programma televisivo El Hormiguero, dove era l'ospite, la cantante annunciò il nome dell'EP.
(Aitana a El hormiguero)
Poche settimane dopo, più precisamente il 13 novembre, la cantante ha svelato la copertina dell'EP sui suoi social network, che è stata fotografata da Valero Rioja. Il 19 novembre, il department store FNAC ha lasciato trapelare, per errore, la tracklist dell'EP sul suo sito. Due giorni dopo. è stato rilasciato il remix di Teléfono, insieme a Lele Pons. Il 22 novembre, sono state annunciate le prime tre date per promuovere l'EP.

## Singoli

### Teléfono
Il 27 luglio 2018 è stato rilasciato il primo singolo dell'EP, intitolato Teléfono, risultato del lavoro di Aitana a Los Angeles con i produttori latinoamericani Andres Torres e Mauricio Rengifo. La canzone ha raggiunto la prima posizione nella lista di vendite spagnola, una posizione in cui è rimasta per sei settimane consecutive, diventando il secondo numero uno raggiunto da Aitana dopo il successo di Lo malo.
Il videoclip è stato rilasciato in contemporanea con l'uscita della canzone.

### Vas a quedarte
Nel novembre 2018, la cantante ha annunciato che la canzone Vas a quedarte, scritta insieme alla band colombiana Morat, sarebbe stata rilasciata come secondo singolo. Il singolo è stato presentato il 20 novembre in un podcast presso l'Universal Music Auditorium di Città del Messico.

### Promozionali

#### Teléfono (Remix)
Durante la visita di Aitana a El hormiguero nell'ottobre 2018, la cantante annunciò che avrebbe registrato il videoclip del remix di Teléfono in California. Ha anche colto l'occasione per annunciare che la nuova versione avrebbe visto la partecipazione della cantante, attrice e youtuber venezuelana Lele Pons. Il 20 novembre, l'etichetta Universal Music ha annunciato che il remix sarebbe stato rilasciato il 21 novembre. Il video della canzone ha raggiunto tre milioni di visualizzazioni in meno di 24 ore.

## Successo commerciale
L'EP ha debuttato direttamente al primo posto dell'elenco ufficiale delle vendite della Spagna, ottenendo un disco d'oro dopo aver venduto più di 20 000 copie. Inoltre, anche nella sua prima settimana di rilascio, tutte le canzoni inedite incluse nell'EP sono entrare nella lista:
- Vas a quedarte, nº1
- Mejor que tú, nº8
- Popcorn, nº13
- Stupid, nº20

### Servizi di streaming
Dopo la pubblicazione dell'EP, su Spotify Spagna, Vas a quedarte si è classificata al primo posto nella lista dei 50 successi spagnoli, con un totale di 488.836 riproduzioni al giorno. Altre canzoni come Teléfono e il suo remix hanno aumentato notevolmente i loro ascoltatori, quasi raddoppiandoli. Anche Popcorn e Stupid sono entrate nella classifica.

## Esibizioni dal vivo

### Firme del disco
Il 22 novembre, Aitana ha confermato attraverso i suoi social network un giro di firme in diversi centri commerciali in Spagna dell'EP. Il mini tour è iniziato il 30 novembre a Barcellona, per poi arrivare a Siviglia, il giorno dopo e chiudere, il 2 dicembre a Madrid.
| Data             | Città                   | Luogo                                   | Pubblico |
| ---------------- | ----------------------- | --------------------------------------- | -------- |
| 30 novembre 2018 | Hospitalet (Barcellona) | Centro commerciale Gran Via 2           | TBA      |
| 1º dicembre 2018 | Siviglia                | Torre Sevilla                           | TBA      |
| 2 dicembre 2018  | Alcorcón (Madrid)       | Centro commerciale San José de Valderas | TBA      |

## Tracce
1. Teléfono – 2:43 (testo: Aitana Ocaña Morales, Andrés Torres, Mauricio Rengifo)
2. Stupid – 2:55 (testo: August Vinberg, Grace Tither, Jaramye Daniels, Jeremy Dussolliets, Par Almqvist)
3. Mejor que tú – 3:12 (testo: Eva Ruiz, Felipe González Abad, Germán Gonzalo Duque Molano, Pedro Malaver Turbay)
4. Popcorn – 2:38 (testo: Aitana, Jovany Barreto, Tat Tong)
5. Vas a quedarte – 3:46 (testo: Aitana, Juan Pablo Isaza, Juan Pablo Villamil)
6. Teléfono (Remix) (con Lele Pons) – 2:44 (testo: Aitana, Andrés Torres, Mauricio Rengifo, Eleonora Pons Maronese)